# Herrarnas kajakcross i slalom i kanotsport vid olympiska sommarspelen 2024
Herrarnas kajakcross i slalom i kanotsport vid olympiska sommarspelen 2024 hölls mellan den 2 och 5 augusti 2024 på Stade nautique de Vaires-sur-Marne i Vaires-sur-Marne i Frankrike.
Det var första gången grenen kajakcross var med vid olympiska sommarspelen. Tävlingens format var så att den inleddes med ett tidsförsök för att bestämma varje kanotists seedning för runda 1 av tävlingen. Runda 1 innehöll en serie av 11 lopp med tre eller fyra tävlande i varje. De två bästa i varje lopp gick vidare till kvartsfinaler, medan resten gick vidare till återkval.
Återkvalet innehöll 5 lopp med samma format som runda 1. I alla lopp gick de två bästa tävlande vidare till kvartsfinaler, medan resten eliminerades. Kvartsfinalerna innehöll 8 lopp med fyra tävlande i varje. De två bästa i alla kvartsfinaler gick vidare till semifinalerna, där de två bästa i de två loppen gick vidare till finalen och de två sämsta gick till B-finalen som avgjorde platserna 5-8.
Guldet togs av nya zeeländske Finn Butcher, silvret av italienske Joe Clarke och bronset togs av tyske Noah Hegge.

## Program
Alla tider är centraleuropeisk sommartid (UTC+2):
| Datum          | Tid               | Omgång                      |
| -------------- | ----------------- | --------------------------- |
| 2 augusti 2024 | 15:30             | Tidsförsök                  |
| 3 augusti 2024 | 16:40 18:45       | Runda 1 Återkval            |
| 4 augusti 2024 | 15:30             | Heats                       |
| 5 augusti 2024 | 15:52 16:28 16:48 | Kvartsfinal Semifinal Final |

## Resultat

### Tidsförsök
| Plac. | Nr. | Kanotist                  | Tid   | Anmärkning |
| ----- | --- | ------------------------- | ----- | ---------- |
| 1     | 1   | Joseph Clarke (GBR)       | 66,08 |            |
| 2     | 11  | Pedro Gonçalves (BRA)     | 66,41 |            |
| 3     | 13  | Titouan Castryck (FRA)    | 67,29 |            |
| 4     | 2   | Boris Neveu (FRA)         | 67,48 |            |
| 5     | 3   | Giovanni De Gennaro (ITA) | 67,71 |            |
| 6     | 6   | Finn Butcher (NZL)        | 67,74 |            |
| 7     | 5   | Felix Oschmautz (AUT)     | 67,87 |            |
| 8     | 18  | Noah Hegge (GER)          | 68,01 |            |
| 9     | 14  | Mateusz Polaczyk (POL)    | 68,11 |            |
| 10    | 8   | Manuel Ochoa (ESP)        | 68,66 |            |
| 11    | 16  | Miquel Travé (ESP)        | 68,70 |            |
| 12    | 24  | Salim Jemai (TUN)         | 68,91 |            |
| 13    | 17  | Quan Xin (CHN)            | 69,13 |            |
| 14    | 22  | Noel Hendrick (IRL)       | 69,31 |            |
| 15    | 23  | Lukáš Rohan (CZE)         | 69,80 |            |
| 16    | 12  | Isak Öhrström (SWE)       | 70,29 |            |
| 17    | 15  | Mathis Soudi (MAR)        | 70,53 |            |
| 18    | 33  | Liam Jegou (IRL)          | 70,81 |            |
| 19    | 27  | Jakub Grigar (SVK)        | 71,18 |            |
| 20    | 9   | Timothy Anderson (AUS)    | 71,41 |            |
| 21    | 32  | Jiří Prskavec (CZE)       | 71,71 |            |
| 22    | 19  | Tristan Carter (AUS)      | 72,94 |            |
| 23    | 25  | Matej Beňuš (SVK)         | 73,54 |            |
| 24    | 10  | Alex Baldoni (CAN)        | 73,70 |            |
| 25    | 35  | Benjamin Savšek (SLO)     | 74,18 |            |
| 26    | 30  | Adam Burgess (GBR)        | 74,66 |            |
| 27    | 34  | Matija Marinić (CRO)      | 74,80 |            |
| 28    | 4   | Martin Dougoud (SUI)      | 74,89 |            |
| 29    | 29  | Joris Otten (NED)         | 75,95 |            |
| 30    | 21  | Andy Barat (COM)          | 76,95 |            |
| 31    | 31  | Yves Bourhis (SEN)        | 78,15 |            |
| 32    | 28  | Amir Rezanejad (EOR)      | 79,15 |            |
| 33    | 37  | Casey Eichfeld (USA)      | 81,13 |            |
| 34    | 20  | Yuuki Tanaka (JPN)        | 81,35 |            |
| 35    | 38  | Grzegorz Hedwig (POL)     | 81,42 |            |
| 36    | 36  | Wu Shao-hsuan (TPE)       | 82,73 |            |
| 37    | 26  | Peter Kauzer (SLO)        | 70,74 | FLT (8)    |
| 38    | 7   | Stefan Hengst (GER)       | 69,67 | FLT (6)    |

### Runda 1
Gick vidare till heats.
     Gick vidare till återkval.
| Plac. | Nr. | Kanotist             | Anm.    |
| ----- | --- | -------------------- | ------- |
| 1     | 1   | Joe Clarke (GBR)     |         |
| 2     | 12  | Salim Jemai (TUN)    |         |
| 3     | 33  | Casey Eichfeld (USA) | FLT (2) |

| Plac. | Nr. | Kanotist              | Anm.        |
| ----- | --- | --------------------- | ----------- |
| 1     | 13  | Quan Xin (CHN)        |             |
| 2     | 2   | Pedro Gonçalves (BRA) | FLT (S)     |
| 3     | 32  | Amir Rezanejad (EOR)  | FLT (6,7,8) |

| Plac. | Nr. | Kanotist               | Anm. |
| ----- | --- | ---------------------- | ---- |
| 1     | 3   | Titouan Castryck (FRA) |      |
| 2     | 31  | Yves Bourhis (SEN)     |      |
| 3     | 14  | Noel Hendrick (IRL)    |      |

| Plac. | Nr. | Kanotist          | Anm. |
| ----- | --- | ----------------- | ---- |
| 1     | 4   | Boris Neveu (FRA) |      |
| 2     | 15  | Lukáš Rohan (CZE) |      |
| 3     | 30  | Andy Barat (COM)  |      |

| Plac. | Nr. | Kanotist                  | Anm. |
| ----- | --- | ------------------------- | ---- |
| 1     | 5   | Giovanni De Gennaro (ITA) |      |
| 2     | 16  | Isak Öhrström (SWE)       |      |
| 3     | 29  | Joris Otten (NED)         |      |

| Plac. | Nr. | Kanotist             | Anm. |
| ----- | --- | -------------------- | ---- |
| 1     | 6   | Finn Butcher (NZL)   |      |
| 2     | 28  | Martin Dougoud (SUI) |      |
| 3     | 17  | Mathis Soudi (MAR)   |      |

| Plac. | Nr. | Kanotist              | Anm.      |
| ----- | --- | --------------------- | --------- |
| 1     | 7   | Felix Oschmautz (AUT) |           |
| 2     | 38  | Stefan Hengst (GER)   |           |
| 3     | 27  | Matija Marinić (CRO)  | FLT (3)   |
| 4     | 18  | Liam Jegou (IRL)      | FLT (2,8) |

| Plac. | Nr. | Kanotist           | Anm. |
| ----- | --- | ------------------ | ---- |
| 1     | 8   | Noah Hegge (GER)   |      |
| 2     | 19  | Jakub Grigar (SVK) |      |
| 3     | 37  | Peter Kauzer (SLO) |      |
| 4     | 26  | Adam Burgess (GBR) |      |

| Plac. | Nr. | Kanotist               | Anm.    |
| ----- | --- | ---------------------- | ------- |
| 1     | 20  | Timothy Anderson (AUS) |         |
| 2     | 9   | Mateusz Polaczyk (POL) |         |
| 3     | 36  | Wu Shao-hsuan (TPE)    |         |
| 4     | 25  | Benjamin Savšek (SLO)  | FLT (2) |

| Plac. | Nr. | Kanotist              | Anm.    |
| ----- | --- | --------------------- | ------- |
| 1     | 10  | Manuel Ochoa (ESP)    |         |
| 2     | 24  | Alex Baldoni (CAN)    |         |
| 3     | 21  | Jiří Prskavec (CZE)   | FLT (8) |
| 4     | 35  | Grzegorz Hedwig (POL) | FLT (3) |

| Plac. | Nr. | Kanotist             | Anm.    |
| ----- | --- | -------------------- | ------- |
| 1     | 11  | Miquel Travé (ESP)   |         |
| 2     | 34  | Yuuki Tanaka (JPN)   |         |
| 3     | 23  | Matej Beňuš (SVK)    |         |
| 4     | 22  | Tristan Carter (AUS) | FLT (1) |

### Återkval
Gick vidare till heats.
     Blev utslagen.
| Plac. | Nr. | Kanotist            | Anm.    |
| ----- | --- | ------------------- | ------- |
| 1     | 14  | Noel Hendrick (IRL) |         |
| 2     | 36  | Wu Shao-hsuan (TPE) |         |
| 3     | 23  | Matej Beňuš (SVK)   | FLT (2) |

| Plac. | Nr. | Kanotist              | Anm.    |
| ----- | --- | --------------------- | ------- |
| 1     | 35  | Grzegorz Hedwig (POL) |         |
| 2     | 25  | Benjamin Savšek (SLO) |         |
| 3     | 17  | Mathis Soudi (MAR)    | FLT (S) |

| Plac. | Nr. | Kanotist             | Anm. |
| ----- | --- | -------------------- | ---- |
| 1     | 18  | Liam Jegou (IRL)     |      |
| 2     | 26  | Adam Burgess (GBR)   |      |
| 3     | 33  | Casey Eichfeld (USA) |      |

| Plac. | Nr. | Kanotist             | Anm. |
| ----- | --- | -------------------- | ---- |
| 1     | 21  | Jiří Prskavec (CZE)  |      |
| 2     | 27  | Matija Marinić (CRO) |      |
| 3     | 32  | Amir Rezanejad (EOR) |      |

| \| Plac. \| Nr. \| Kanotist \| Anm. \| \| ----- \| --- \| -------------------- \| ------- \| \| 1 \| 22 \| Tristan Carter (AUS) \| \| \| 2 \| 37 \| Peter Kauzer (SLO) \| \| \| 3 \| 29 \| Joris Otten (NED) \| \| \| 4 \| 30 \| Andy Barat (COM) \| FLT (8) \| |     |                      |         |
| Plac. | Nr. | Kanotist             | Anm.    |
| 1 | 22  | Tristan Carter (AUS) |         |
| 2 | 37  | Peter Kauzer (SLO)   |         |
| 3 | 29  | Joris Otten (NED)    |         |
| 4 | 30  | Andy Barat (COM)     | FLT (8) |

### Heats
Gick vidare till kvartsfinal.
     Blev utslagen.
| Plac. | Nr. | Kanotist            | Anm.    |
| ----- | --- | ------------------- | ------- |
| 1     | 1   | Joseph Clarke (GBR) |         |
| 2     | 17  | Jakub Grigar (SVK)  |         |
| 3     | 32  | Peter Kauzer (SLO)  |         |
| 4     | 16  | Isak Öhrström (SWE) | FLT (6) |

| Plac. | Nr. | Kanotist            | Anm.    |
| ----- | --- | ------------------- | ------- |
| 1     | 8   | Manuel Ochoa (ESP)  |         |
| 2     | 25  | Jiří Prskavec (CZE) |         |
| 3     | 24  | Liam Jegou (IRL)    |         |
| 4     | 9   | Miquel Travé (ESP)  | FLT (8) |

| Plac. | Nr. | Kanotist              | Anm.    |
| ----- | --- | --------------------- | ------- |
| 1     | 5   | Finn Butcher (NZL)    |         |
| 2     | 28  | Benjamin Savšek (SLO) |         |
| 3     | 21  | Yuuki Tanaka (JPN)    | FLT (8) |
| 4     | 12  | Pedro Gonçalves (BRA) | FLT (2) |

| Plac. | Nr. | Kanotist                  | Anm. |
| ----- | --- | ------------------------- | ---- |
| 1     | 4   | Giovanni De Gennaro (ITA) |      |
| 2     | 13  | Mateusz Polaczyk (POL)    |      |
| 3     | 20  | Yves Bourhis (SEN)        |      |
| 4     | 29  | Adam Burgess (GBR)        |      |

| Plac. | Nr. | Kanotist             | Anm.    |
| ----- | --- | -------------------- | ------- |
| 1     | 3   | Boris Neveu (FRA)    |         |
| 2     | 19  | Martin Dougoud (SUI) |         |
| 3     | 14  | Salim Jemai (TUN)    |         |
| 4     | 30  | Matija Marinić (CRO) | FLT (R) |

| Plac. | Nr. | Kanotist               | Anm. |
| ----- | --- | ---------------------- | ---- |
| 1     | 11  | Timothy Anderson (AUS) |      |
| 2     | 27  | Grzegorz Hedwig (POL)  |      |
| 3     | 6   | Felix Oschmautz (AUT)  |      |
| 4     | 22  | Stefan Hengst (GER)    |      |

| Plac. | Nr. | Kanotist             | Anm.    |
| ----- | --- | -------------------- | ------- |
| 1     | 7   | Noah Hegge (GER)     |         |
| 2     | 26  | Tristan Carter (AUS) |         |
| 3     | 23  | Noel Hendrick (IRL)  |         |
| 4     | 10  | Quan Xin (CHN)       | FLT (8) |

| Plac. | Nr. | Kanotist               | Anm. |
| ----- | --- | ---------------------- | ---- |
| 1     | 2   | Titouan Castryck (FRA) |      |
| 2     | 15  | Lukáš Rohan (CZE)      |      |
| 3     | 31  | Wu Shao-hsuan (TPE)    |      |
| 4     | 18  | Alex Baldoni (CAN)     |      |

### Kvartsfinaler
Gick vidare till semifinal.
     Blev utslagen.
| Plac. | Nr. | Kanotist            | Anm.    |
| ----- | --- | ------------------- | ------- |
| 1     | 1   | Joseph Clarke (GBR) |         |
| 2     | 17  | Jakub Grigar (SVK)  |         |
| 3     | 25  | Jiří Prskavec (CZE) |         |
| 4     | 8   | Manuel Ochoa (ESP)  | FLT (8) |

| Plac. | Nr. | Kanotist                  | Anm. |
| ----- | --- | ------------------------- | ---- |
| 1     | 5   | Finn Butcher (NZL)        |      |
| 2     | 13  | Mateusz Polaczyk (POL)    |      |
| 3     | 28  | Benjamin Savšek (SLO)     |      |
| 4     | 4   | Giovanni De Gennaro (ITA) |      |

| Plac. | Nr. | Kanotist               | Anm. |
| ----- | --- | ---------------------- | ---- |
| 1     | 3   | Boris Neveu (FRA)      |      |
| 2     | 19  | Martin Dougoud (SUI)   |      |
| 3     | 11  | Timothy Anderson (AUS) |      |
| 4     | 27  | Grzegorz Hedwig (POL)  |      |

| Plac. | Nr. | Kanotist               | Anm.        |
| ----- | --- | ---------------------- | ----------- |
| 1     | 7   | Noah Hegge (GER)       |             |
| 2     | 15  | Lukáš Rohan (CZE)      |             |
| 3     | 2   | Titouan Castryck (FRA) | FLT (3)     |
| 4     | 26  | Tristan Carter (AUS)   | FLT (R,6,8) |

### Semifinaler
Gick vidare till final.
     Gick vidare till B-final.
| Plac. | Nr. | Kanotist               | Anm. |
| ----- | --- | ---------------------- | ---- |
| 1     | 1   | Joe Clarke (GBR)       |      |
| 2     | 5   | Finn Butcher (NZL)     |      |
| 3     | 17  | Jakub Grigar (SVK)     |      |
| 4     | 13  | Mateusz Polaczyk (POL) |      |

| Plac. | Nr. | Kanotist             | Anm.    |
| ----- | --- | -------------------- | ------- |
| 1     | 7   | Noah Hegge (GER)     |         |
| 2     | 15  | Lukáš Rohan (CZE)    |         |
| 3     | 3   | Boris Neveu (FRA)    |         |
| 4     | 19  | Martin Dougoud (SUI) | FLT (6) |

### Finaler
| Plac. | Nr. | Kanotist            | Anm. |
| ----- | --- | ------------------- | ---- |
| 1     | 5   | Finn Butcher (NZL)  |      |
| 2     | 1   | Joseph Clarke (GBR) |      |
| 3     | 7   | Noah Hegge (GER)    |      |
| 4     | 15  | Lukáš Rohan (CZE)   |      |

| Plac. | Nr. | Kanotist               | Anm.    |
| ----- | --- | ---------------------- | ------- |
| 1     | 19  | Martin Dougoud (SUI)   |         |
| 2     | 17  | Jakub Grigar (SVK)     |         |
| 3     | 3   | Boris Neveu (FRA)      |         |
| 4     | 13  | Mateusz Polaczyk (POL) | FLT (1) |

### Total placering
| Plac. | Nr. | Kanotist                  |
| ----- | --- | ------------------------- |
| 1     | 5   | Finn Butcher (NZL)        |
| 2     | 1   | Joe Clarke (GBR)          |
| 3     | 7   | Noah Hegge (GER)          |
| 4     | 15  | Lukáš Rohan (CZE)         |
| 5     | 19  | Martin Dougoud (SUI)      |
| 6     | 17  | Jakub Grigar (SVK)        |
| 7     | 3   | Boris Neveu (FRA)         |
| 8     | 13  | Mateusz Polaczyk (POL)    |
| 9     | 2   | Titouan Castryck (FRA)    |
| 10    | 11  | Timothy Anderson (AUS)    |
| 11    | 25  | Jiří Prskavec (CZE)       |
| 12    | 28  | Benjamin Savšek (SLO)     |
| 13    | 4   | Giovanni De Gennaro (ITA) |
| 14    | 8   | Manuel Ochoa (ESP)        |
| 15    | 26  | Tristan Carter (AUS)      |
| 16    | 27  | Grzegorz Hedwig (POL)     |
| 17    | 5   | Felix Oschmautz (AUT)     |
| 18    | 24  | Salim Jemai (TUN)         |
| 19    | 31  | Yves Bourhis (SEN)        |
| 20    | 20  | Yuuki Tanaka (JPN)        |
| 21    | 22  | Noel Hendrick (IRL)       |
| 22    | 33  | Liam Jegou (IRL)          |
| 23    | 23  | Wu Shao-hsuan (TPE)       |
| 24    | 26  | Peter Kauzer (SLO)        |
| 25    | 16  | Miquel Travé (ESP)        |
| 26    | 13  | Quan Xin (CHN)            |
| 27    | 11  | Pedro Gonçalves (BRA)     |
| 28    | 12  | Isak Öhrström (SWE)       |
| 29    | 10  | Alex Baldoni (CAN)        |
| 30    | 7   | Stefan Hengst (GER)       |
| 31    | 30  | Adam Burgess (GBR)        |
| 32    | 34  | Matija Marinić (CRO)      |
| 33    | 33  | Mathis Soudi (MAR)        |
| 34    | 25  | Matej Beňuš (SVK)         |
| 35    | 35  | Joris Otten (NED)         |
| 36    | 36  | Amir Rezanejad (EOR)      |
| 37    | 37  | Casey Eichfeld (USA)      |
| 38    | 38  | Andy Barat (COM)          |